# Wangelau
Wangelau ist eine Gemeinde im Kreis Herzogtum Lauenburg in Schleswig-Holstein.

## Geographie

### Lage und Gemeindegliederung
Das Gemeindegebiet von Wangelau erstreckt sich bei den Städten Schwarzenbek und Büchen im Landschaftsbereich der Lauenburger Geest (naturräumliche Haupteinheit Nr. 696) am Bach Linau. Siedlungsgeographisch besteht sie aus dem namensgebenden Dorf als einzigem Wohnplatz.

### Nachbargemeinden
Umliegende Gemeinden Wangelaus sind:
|        | Schulendorf                                 | Witzeeze |
| Gülzow | Kompassrose, die auf Nachbargemeinden zeigt |          |
|        | Lütau                                       |          |

## Geschichte
Das Dorf wurde im Ratzeburger Zehntregister von 1230 zum ersten Mal urkundlich als „Wankelowe“ erwähnt.

## Politik

### Gemeindevertretung
Bei der Kommunalwahl 2023 errang die Aktive Wählergemeinschaft Wangelau erneut alle neun Sitze in der Gemeindevertretung. Die Wahlbeteiligung betrug 59,7 Prozent.

### Wappen
Blasonierung: „Über einer gesenkten grünen Spitze, diese belegt mit einer silbernen Spitze, darin ein grünes Lindenblatt, von Gold und Rot neunmal zur Schildmitte geständert.“